# Pephricaris
Pephricaris is een geslacht van uitgestorven kreeftachtigen uit de klasse van de Malacostraca (hogere kreeftachtigen).

## Soort
- Pephricaris horriplata Clarke, 1898 †